# Kašćerga
Kašćerga is een plaats in de gemeente Pazin in de Kroatische provincie Istrië. De plaats telt 279 inwoners (2001).